# Subkowy Centrum
Subkowy Centrum – przystanek kolejowy w Subkowach, w województwie pomorskim, w Polsce na linii linii kolejowej nr 131; oddany do użytku 9 grudnia 2018 roku.

## Ruch pasażerski
| Rok  | Wymiana pasażerska na dobę |
| ---- | -------------------------- |
| 2017 | –                          |
| 2022 | 100-149                    |